# Blindscape
Blindscape ist ein britischer animierter Kurzfilm von Stephen Palmer aus dem Jahr 1992.

## Handlung
Ein blinder Mann erwacht. Über die Geräuschkulisse um ihn herum erkennt er, dass er sich in einem Wald befinden muss. Er steht auf und bewegt sich unsicher vorwärts. Er befürchtet, Bäume direkt vor sich zu haben, tastet sich um einen Baum herum und rennt gegen einen Baum, als er vor einer Biene flieht. Er bewaffnet sich mit einem Knüppel, da ihn die unbekannten Geräusche um ihn herum erschrecken. In seiner Phantasie wird er von Monstern und Schlangen angegriffen und zu Boden geworfen. Seine Flucht ist mühselig, bis er vor Verzweiflung selbst wie ein Monster zu schreien beginnt.
Eine Stimme fragt ihn, ob alles in Ordnung ist. Ein Hund bellt. Ein Polizist befiehlt, das wilde Tier einzufangen. Es zeigt sich, dass sich der Mann vor dem Hund auf einen Baum gerettet hat – und sich in großer Höhe nun in Gefahr befindet. Bevor der Mann in die Tiefe stürzen kann, gelangt der Polizist zu ihm und rettet ihn vor dem Fall.

## Produktion
Filmemacher Stephen Palmer war zunächst als Angestellter in Liverpool tätig und kam erst spät zur Animation. Als Endzwanziger begann er das Studium der Animation an der National Film and Television School bei London. Seine Abschlussarbeit wurde 1992 der Kurzanimationsfilm Blindscape, der die Welt aus der Sicht eines Blinden darstellt. Er widmete den Film seinem querschnittsgelähmten Vater Sydney Thomas Palmer.
Blindscape lief auf zahlreichen internationalen Filmfestivals, darunter im Januar 1993 auf dem Festival Premiers Plans in Angers sowie auf dem Animafest Zagreb und dem Chicago Film Festival.

## Auszeichnungen
Blindscape erhielt 1993 eine BAFTA-Nominierung in der Kategorie Bester animierter Kurzfilm. Der Film wurde 1994 für einen Oscar in der Kategorie Bester animierter Kurzfilm nominiert. Auf dem Animafest Zagreb erhielt der Film 1994 den Preis für das Beste Erstlingswerk.